# Cavese 1919
El Cavese 1919 es un club de fútbol de Italia, con sede en Cava de' Tirreni, en la región Campania. Fue fundado en 1919 y refundado en 2011. Compite en la Serie C, tercera categoría del fútbol italiano.

## Historia
El 25 de mayo de 1919 fue fundado el club Unione Sportiva Cavese. A lo largo de su historia, ha alcanzado el pico más alto de su historia entre 1981 y 1984, cuando compitió en tres campeonatos seguidos de Serie B, la categoría de plata en Italia.
Desde noviembre de 2017, el propietario y presidente del club es Massimiliano Santoriello. En agosto de 2018, después de ganar los play-offs, Cavese 1919 fue ascendido administrativamente a la Serie C, la tercera división de la liga profesional italiana.

## Estadio

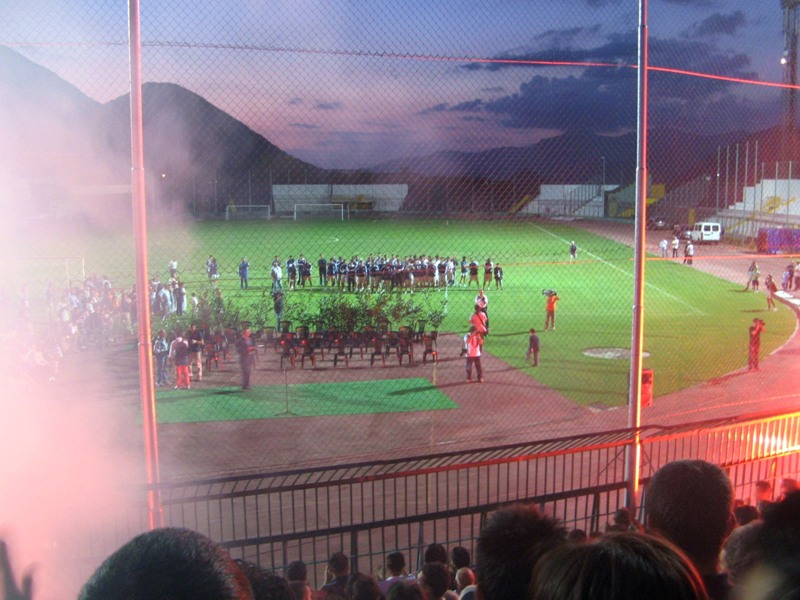
Estadio Lamberti.

Disputa sus encuentros de local en el estadio Simonetta Lamberti de Cava de' Tirreni, con capacidad máxima para 4.550 espectadores.

## Palmarés

### Torneos interregionales
- Serie C1 (1): 1980-81 (Grupo B)
- Serie C2 (1): 2005-06 (Grupo B)
- Supercopa de la Serie C2 (1): 2005-06
- Serie D (3): 1976-77 (Grupo H), 2002-03 (Grupo I), 2023-24 (Grupo G)
- Campionato Nazionale Dilettanti (1): 1996-97 (Grupo G)

### Torneos regionales
- Eccellenza Campania (1): 1993-94 (Grupo B)
- Promozione Campania (1): 1951-52 (Grupo M)
- Prima Divisione Campania (2): 1939-40, 1949-50 (Grupo A), 1963-64 (Grupo C)
- Seconda Divisione Campania (1): 1938-39